# Бирњак
Бирњак (фр. Burgnac) насеље је и општина у централној Француској у региону Лимузен, у департману Горња Вијена која припада префектури Лимож.
По подацима из 2011. године у општини је живело 800 становника, а густина насељености је износила 69,57 становника/km². Општина се простире на површини од 11,50 km². Налази се на средњој надморској висини од 283 метара (максималној 352 m, а минималној 229 m).

## Демографија
| 1962. | 1968. | 1975. | 1982. | 1990. | 1999. | 2011. |
| ----- | ----- | ----- | ----- | ----- | ----- | ----- |
| 304   | 309   | 268   | 382   | 475   | 544   | 800   |

График промене броја становника у току последњих година